# Jan Svěrák
Jan Svěrák (Žatec, 6. veljače 1965. - ) češki filmski redatelj. Sin je poznatog češkog redatelja Zdeněka Svěráka.
Studirao je područje dokumentarne filmografije na jednoj od najstarijih filmskih škola u Europi; FAMU-u u Pragu. Najpoznatiji je po režiranju filma Kolja iz 1996. godine, koji je dobio nagradu Oscar za najbolji strani film, dok je njegov film Osnovna škola bio nominiran za Oscara u istoj kategoriji.
Trenutno živi i radi u Pragu.

## Filmografija
- Ropáci (1988.) - Nagrada Oscar za najbolji studentski film
- Osnovna škola (1991.) - Nominiran za Oscara[3]
- Vožnja (1994.) - Nagrada Kristalni globus na Međunarodnom filmskom festivalu Karlovy Vary
- Akumulator 1 (1994.)
- Kolja - Osvojen Oscar za najbolji strani film[2]
- Tamni plavi svijet (2001.)
- Tatínek (2004.)
- Praznine (2007.)
- Kooky (2010.)[4]
- Tri brata (2014.)[1]

## Vanjske poveznice
- Jan Svěrák u internetskoj bazi filmova IMDb-u (engl.)
- Službena web stranica (engl.)
- Jan Svěrák - Hello Czech Republic  Arhivirana inačica izvorne stranice od 4. ožujka 2016. (Wayback Machine) (engl.)